# Quận Tazewell, Illinois
Quận Tazewell là một quận thuộc tiểu bang Illinois, Hoa Kỳ.
Quận này được đặt tên theo. Theo điều tra dân số của Cục điều tra dân số Hoa Kỳ năm 2000, quận có dân số 128.485 người. Quận lỵ đóng ở Pekin6. Quận thuộc vùng đô thị Peoria. 

## Địa lý
Theo Cục điều tra dân số Hoa Kỳ, quận có diện tích 1704 km2, trong đó có 23 km2 là diện tích mặt nước.

### Các xa lộ chính
- Interstate 74
- Interstate 155
- Interstate 474
- U.S. Highway 24
- U.S. Highway 150
- Illinois Route 8
- Illinois Route 9
- Illinois Route 29
- Illinois Route 98
- Illinois Route 116
- Illinois Route 122

## Thông tin nhân khẩu
Theo điều tra dân số 2 năm 2000, quận này đã có dân số 128.485 người, 50.327 hộ gia đình, và 35.883 gia đình sống trong quận hạt. Mật độ dân số là 198 người trên một dặm vuông (76/kmТВ). Có 52.973 đơn vị nhà ở mật độ trung bình của 82 trên một dặm vuông (32/kmТВ). Thành phần chủng tộc của cư dân sinh sống trong quận gồm 97,40% người da trắng, 0.88% da đen hay Mỹ gốc Phi, 0,25% người Mỹ bản xứ, 0,52% châu Á, Thái Bình Dương 0,01%, 0,27% từ các chủng tộc khác, và 0,68% từ hai hoặc nhiều chủng tộc. 1,04% dân số là người Hispanic hay Latino thuộc một chủng tộc nào. 37,0% là người gốc Đức, 14,0% người Mỹ, 11,1% và 10,3% tiếng Anh gốc Ailen theo điều tra dân số năm 2000.
Có 50.327 hộ, trong đó 31,80% có trẻ em dưới 18 tuổi sống chung với họ, 59,20% là đôi vợ chồng sống với nhau, 8,70% có nữ hộ và không có chồng, và 28,70% là không lập gia đình. 24,80% hộ gia đình đã được tạo ra từ các cá nhân và 10,70% có người sống một mình65 tuổi hoặc cao hơn. Cỡ hộ trung bình là 2,49 và cỡ gia đình trung bình là 2,96.
Trong dân số quận đã được trải ra với 24,40% dưới độ tuổi 18, 8,10% 18-24, 28,60% 25-44, 24,00% từ 45 đến 64, và 14,90% từ 65 tuổi trở lên người. Độ tuổi trung bình là 38 năm. Đối với mỗi 100 nữ có 96,80 nam giới. Đối với mỗi 100 nữ 18 tuổi trở lên, đã có 94,10 nam giới.
Thu nhập trung bình cho một hộ gia đình trong quận đạt mức USD 45.250, và thu nhập trung bình cho một gia đình là USD 53.412. Phái nam có thu nhập trung bình USD 41.148 so với 24.781 USD đối với phái nữ. Thu nhập bình quân đầu người là 21.511 USD. Có 4,40% gia đình và 6,30% dân số sống dưới mức nghèo khổ, trong đó có 7,40% những người dưới 18 tuổi và 5,20% của những người 65 tuổi hoặc cao hơn.